# Загрузочный вирус
Загру́зочный ви́рус — компьютерный вирус, записывающийся в первый сектор гибкого или жёсткого диска и выполняющийся при загрузке компьютера с идущих после главной загрузочной записи (MBR), но до первого загрузочного сектора раздела. Перехватив обращения к дискам, вирус либо продолжает загрузку операционной системы, либо нет (MBR-Locker). Размножается вирус записью в загрузочную область других накопителей компьютера.
Простейшие загрузочные вирусы, находясь в памяти заражённого компьютера, обнаруживают в компьютере незаражённый диск и производят следующие действия:
- Выделяют некоторую область диска и делают её недоступной для операционной системы.
- Замещают программу начальной загрузки в загрузочном секторе диска, копируя корректную программу загрузки, а также свой код, в выделенную область диска;
- Организуют передачу управления так, чтобы вначале выполнялся код вируса и лишь затем — программа начальной загрузки.

Загрузочные вирусы очень редко «уживаются» вместе на одном диске по причине того, что используют (возможно) одни и те же дисковые сектора для размещения своего кода/данных. В результате код/данные первого вируса оказываются испорченными при заражении вторым вирусом, и система либо отказывает в обслуживании, либо зацикливается при загрузке операционной системы.
Загрузочные вирусы были широко распространены в эпоху MS-DOS. Вирус Brain — первый в истории компьютерный вирус, вызвавший широкую эпидемию, относился именно к классу загрузочных. Во второй половине 1990-х годов в связи с повсеместным использованием 32-разрядных версий Windows загрузочные вирусы временно потеряли свою актуальность. Однако в 2007 г. появилась новая разновидность вредоносных программ — руткиты, использующие те же технологии заражения дисков, что и загрузочные вирусы.